# Nnanna Egwu
Nnanna Egwu, né le 22 octobre 1992 à Abuja, au territoire de la capitale fédérale du Nigeria, est un joueur américano-nigérian de basket-ball. Il évolue au poste de pivot.

## Biographie

### Carrière universitaire
En 2011, il entre à l'université de l'Illinois à Urbana-Champaign en provenance du lycée St. Ignatius de Chicago. Entre 2011 et 2015, il joue pour les Fighting Illini de l'Illinois.
Pour sa première année universitaire en Illinois en 2011-2012 Egwu joue l'ensemble des 32 rencontres et est titularisé trois fois et finit la saison avec des moyennes de 1,9 point et 1,5 rebond par match. Le 27 novembre 2011, il établit son record de points de la saison avec 11 unités contre Loyola.
Pour son année de sophomore, la deuxième universitaire en 2012-2013, il est titularisé sur 35 des 36 matches et a une moyenne de 6,5 points par match et termine la saison en étant le meilleur rebondeur de l'équipe avec 4,9 prises par match. Il est également le quatrième meilleur contreur de la Big Ten Conference avec 1,4 ballon repoussé par match, et est nommé parmi les trois joueurs prétendants au titre de Most Improved Player (joueur ayant le plus progressé). Le 5 janvier 2013, il a réalise son meilleur match de la saison avec 16 points (à 7 sur 10 aux tirs) contre Ohio State.
Pour son année de junior, la troisième année universitaire, en 2013-2014, il est titularisé sur l'ensemble des 35 rencontres qu'il dispute, en étant le cinquième meilleur marqueur de son équipe avec 6,9 points par match et le meilleur rebondeur de son équipe avec 6,0 rebonds par match. Il est le meilleur contreur de son équipe et le deuxième meilleur contreur de la Big Ten Conference avec une moyenne de 2,1 ballons repoussés alors que son total de 73 contres le classe second sur une saison d'un étudiant d'Illini.
Pour son année de sénior, la quatrième et dernière année universitaire, en 2014-2015, il est nommé dans le meilleur cinq majeur défensif de la Big Ten Conference et termine la saison avec des moyennes de 6,5 points et 5,9 rebonds en 33 matches.

### Carrière professionnelle

#### Magic d'Orlando Magic et la D-League (2015–2016)
Le 25 juin 2015, il n'est pas sélectionné lors de la draft 2015 de la NBA. En juillet 2015, il participe à la NBA Summer League 2015 d'Orlando avec le Magic d'Orlando. Le 24 septembre 2015, il signe un contrat avec le Magic. Toutefois, le 24 octobre 2015, après avoir disputé cinq matches de pré-saison avant le début de la saison NBA 2015-2016, il est libéré de son contrat. Le 31 octobre 2015, il rejoint les BayHawks d'Érié en tant que joueur affilié au Magic d'Orlando. En 50 matches avec les BayHawks en 2015-2016, Egwu a des moyennes de 9,2 points, 7,2 rebonds, 1,4 passe décisive et 1,3 contre par match.
En juillet 2016, il participe à la NBA Summer League 2016 d'Orlando avec la Select Team et de Las Vegas avec le Magic d'Orlando.

#### Cairns Taipans et Super City Rangers (2016-2018)
Le 26 août 2016, il signe en Australie aux Cairns Taipans pour la saison 2016-2017 de National Basketball League. Il aide les Taipans à terminer la saison régulière à la seconde place avec un bilan de quinze victoires et treize défaites, mais ils perdent en demi-finale contre les Perth Wildcats. Egwu participe à l'ensemble des trente rencontres du championnat avec les Taipans en 2016-2017 avec des moyennes de 5,1 points et 3,7 rebonds par match.
Le 3 mars 2017, Egwu est nommé dans l'effectif des Super City Rangers (en) en Nouvelle-Zélande pour le Northern Blitz tournament,. Deux jours plus tard, il signe avec les Rangers pour la saison 2017 du championnat néo-zélandais. Egwu participe à l'ensemble des 19 rencontres avec les Rangers entre mars et juin 2017 avec des moyennes de 12,4 points, 7,6 rebonds, 1,2 passe décisive et 1,5 contre par match.
Le 28 avril 2017, Egwu re-signe en Australie avec les Taipans pour la saison 2017-2018 de National Basketball League.

#### Drive de Grand Rapids (2018)
Le 13 mars 2018, il revient aux États-Unis en G-League en rejoignant le Drive de Grand Rapids.
En juillet 2018, il participe à la NBA Summer League 2018 de Las Vegas avec les Pistons de Détroit.

#### Brisbane Bullets et Westports Malaysia Dragons (2018-2019)
Le 25 septembre 2018, Egwu revient en Australie où il signe chez les Brisbane Bullets en tant que joker médical à la suite des blessures de Matt Hodgson et Will Magnay. Il quitte l'équipe en octobre pour signer un contrat en Malaisie, rejoignant les Westports Malaysia Dragons (en). Entre novembre 2018 et mars 2019, il dispute 26 matches où il a des moyennes de 13,0 points, 6,7 rebonds, 2,4 passes décisives et 1,3 contre en 35,6 minutes par match.

#### Super City Rangers (2019)
Le 1er avril 2019, Egwu revient chez les Super City Rangers (en) en Nouvelle-Zélande pour la saison 2019 de NBL. Le 29 juin 2019, il quitte les Rangers,.

## Statistiques

### Universitaires
| Saison    | Équipe   | Matchs | Titul. | Min./m | % Tir | % 3pts | % LF | Rbds/m. | Pass/m. | Int/m. | Ctr/m. | Pts/m. |
| --------- | -------- | ------ | ------ | ------ | ----- | ------ | ---- | ------- | ------- | ------ | ------ | ------ |
| 2011-2012 | Illinois | 32     | 3      | 9,8    | 47,4  | 0,0    | 46,2 | 1,50    | 0,19    | 0,19   | 0,62   | 1,88   |
| 2012-2013 | Illinois | 36     | 35     | 25,3   | 46,0  | 16,7   | 63,6 | 4,86    | 0,53    | 0,64   | 1,36   | 6,53   |
| 2013-2014 | Illinois | 35     | 35     | 29,7   | 41,4  | 21,7   | 77,8 | 6,03    | 0,43    | 0,34   | 2,09   | 6,91   |
| 2014-2015 | Illinois | 33     | 33     | 29,8   | 43,1  | 30,3   | 78,6 | 5,94    | 1,00    | 0,79   | 1,79   | 6,45   |
| Total     |          | 136    | 106    | 23,9   | 43,8  | 25,8   | 70,8 | 4,63    | 0,54    | 0,49   | 1,48   | 5,51   |

### Professionnelles
| Saison    | Équipe                                  | Matchs | Titul. | Min./m | % Tir | % 3pts | % LF | Rbds/m. | Pass/m. | Int/m. | Ctr/m. | Pts/m. |
| --------- | --------------------------------------- | ------ | ------ | ------ | ----- | ------ | ---- | ------- | ------- | ------ | ------ | ------ |
| 2015-2016 | BayHawks d'Érié (D-League)              | 50     | 50     | 31,8   | 48,4  | 0,0    | 75,6 | 7,18    | 1,42    | 0,76   | 1,32   | 9,16   |
| 2016-2017 | Cairns Taipans (AUS NBL)                | 30     | 6      | 17,9   | 55,9  | 30,0   | 81,2 | 3,67    | 0,80    | 0,40   | 0,63   | 5,10   |
| 2016-2017 | Super City Rangers (en) (NZ NBL)        | 19     | 19     | 30,3   | 46,6  | 21,1   | 80,9 | 7,63    | 1,21    | 0,79   | 1,53   | 12,42  |
| 2017-2018 | Cairns Taipans (AUS NBL)                | 28     | 27     | 23,9   | 50,8  | 25,0   | 81,5 | 4,64    | 2,25    | 0,64   | 0,64   | 5,32   |
| 2017-2018 | Drive de Grand Rapids (G-League)        | 1      | 0      | 4,1    | 50,0  | 0,0    | 0,0  | 0,00    | 0,00    | 0,00   | 0,00   | 2,00   |
| 2018-2019 | Brisbane Bullets (AUS NBL)              | 3      | 2      | 12,3   | 0,0   | 0,0    | 0,0  | 2,33    | 0,00    | 0,33   | 0,67   | 0,00   |
| 2018-2019 | Westports Malaysia Dragons (en) (ASEAN) | 26     |        | 35,6   | 47    | 36     | 77   | 6,7     | 2,4     | 0,6    | 1,3    | 13,0   |
| 2018-2019 | Super City Rangers (en) (NZ NBL)        | 3      | 2      | 12,3   | 0,0   | 0,0    | 0,0  | 2,33    | 0,00    | 0,33   | 0,67   | 0,00   |

## Clubs successifs
- 2011-2015 :  Fighting Illini de l'Illinois (NCAA)
- 2015–2016 :  BayHawks d'Érié
- 2016–2017 :
  - Août 2016 - Février 2017 :  Cairns Taipans
  - Février - Juin 2017 :  Super City Rangers (en)
- 2017–2018 :
  - Août 2017 - Février 2018 :  Cairns Taipans
  - Mars 2018 :  Drive de Grand Rapids
- 2018-2019 :
  - Septembre - Octobre 2018 :  Brisbane Bullets
  - Novembre 2018 – Mars 2019 :  Westports Malaysia Dragons (en)
  - Avril - Juillet 2019 :  Super City Rangers (en)

## Palmarès

### Distinctions personnelles
- Big Ten All-Defensive Team (2015)